# Kaufhaus Alsberg

Geschwister Alsberg, Koblenz, 1899

Unter dem Namen Kaufhaus Alsberg waren Einzelhandels-Geschäfte in vielen Städten Deutschlands bekannt, bis durch die „Arisierung“ unter den Nationalsozialisten die jüdischen Eigentümer zum Verkauf genötigt wurden und damit der Name Alsberg aus der Öffentlichkeit verschwand.

## Geschichte

Gebr. Fried & Alsberg, 1922

Alfred und Martha Alsberg, 1920er Jahre

Anzeige des Kaufhauses Kortum, vormals Gebrüder Alsberg, 1933

Brief von Alfred Alsberg wegen Deportation nach Ghetto Litzmannstadt, 1941

Die Familie Alsberg betrieb bzw. errichtete unter diversen Firmen und in unterschiedlichen Eigentumsverhältnissen in verschiedenen Städten Textil-Geschäfte, Textil-Kaufhäuser oder Warenhäuser. Außer Neugründungen kamen im Lauf der Zeit auch bereits bestehende Geschäfte hinzu – in einigen Fällen waren Heiraten zwischen Söhnen und Töchtern der Eigentümer-Familien die Grundlage der geschäftlichen Verbindung.
Die formal selbständigen Einzelhandelsunternehmen verkauften Waren, die durch zentralen Einkauf und eine entsprechend organisierte Warendistribution preiswert angeboten werden konnten. Diese zentralen Funktionen wurden von dem Großhandelsunternehmen Gebr. Fried & Alsberg GmbH geleistet, das Ende der 1920er Jahre in Interessengemeinschaft mit der Alsberg-Eteg-Konzern AG stand, beide Unternehmen hatten ihren Sitz in Köln.
Die Alsberg-Eteg-Konzern AG ging 1928 aus der 1922 in Elberfeld gegründeten, seit 1924 in Berlin ansässigen Elberfelder Textil-Handels-AG hervor, an ihr waren diverse lokale Alsberg-Geschäftsinhaber beteiligt, deren Namen sich zum Teil in Vorstand und Aufsichtsrat wiederfinden. Die Interessengemeinschaft wies 1928 einen Jahresumsatz von 200 Millionen Reichsmark aus, 1930 stand sie mit 200 Millionen Reichsmark Jahresumsatz für 1929 im Einzelhandel an dritter Stelle in Deutschland hinter den Warenhaus-Unternehmen Hermann Tietz und Karstadt, erst auf dem vierten Rang (mit 180 Millionen Reichsmark) folgte die Leonhard Tietz AG.
Nach der Machtübernahme der Nationalsozialisten wurde die Gebr. Fried & Alsberg GmbH in die KMT Kölnische Mode und Textilgroßhandlung umgewandelt.

## Familie
Der Kaufmann Siegfried Alsberg (geboren 1850; verstorben 1935 in Köln) hatte die Warenhaus-Unternehmungen der Familie begonnen. Er war eines von elf Kindern des Kaufmanns Salomon Alsberg und mit Emma geb. Hess (geb. 29. November 1857 in Kempen) verheiratet, mit der er zwei Söhne Alfred und Paul und vier Töchter, darunter Martha, Anna, und Olga hatte.
Sein Sohn Alfred (geboren am 23. Juli 1883 in Hagen), ein promovierter Jurist, war im Ersten Weltkrieg Offizier gewesen; er trug das Eiserne Kreuz beider Klassen und das Verwundetenabzeichen. Er und seine Frau Martha geb. Eichengrün (geb. 29. Februar 1895 in Witten) heirateten 1919. Sie hatten drei Kinder und lebten in Köln.
Alfred Alsberg wurde von den Nationalsozialisten als Geschäftsführer des Bochumer Warenhauses weiterbeschäftigt, weil seine Fähigkeiten benötigt wurden. Er und seine Frau Martha wurden im Oktober 1941 ins Ghetto Lodz („Litzmannstadt“) deportiert. Am 14. November 1943 verstarb Alfred dort an Hunger. In den Listen des Ghettos wurde Herzstillstand als Todesursache eingetragen. Seine Frau Martha wurde am 26. Juni 1944 ins Vernichtungslager Kulmhof gebracht und dort kurz nach ihrer Ankunft ermordet. Seine Mutter Emma wurde im Juni 1942 ins Ghetto Theresienstadt deportiert und kam dort am 1. Dezember 1942 um. Drei Kinder überlebten im Ausland.
Die Tochter Eva (geb. 12. Juli 1924) besuchte von 1934 bis 1938 die Königin-Luise-Schule Köln. Sie wurde von ihren Eltern später mit den Kindertransporten in die Niederlande und dann nach England geschickt. Sie überlebte die Shoah ebenso wie ihre Brüder Fritz (geb. 26. August 1920; verstorben 2009) und Heinz (geb. 6. Oktober 1921, verstorben 2008) und heiratete den  jamaikanischen Diplomaten Herbert Samuel Walker. 1961 erfolgte eine Rückerstattung für einige verloren gegangene Werte der Familie durch die Bundesregierung.

## Standorte
Zu den Geschäften bzw. Kauf- oder Warenhäusern der Alsberg-Gruppe gehörten:

### Bochum

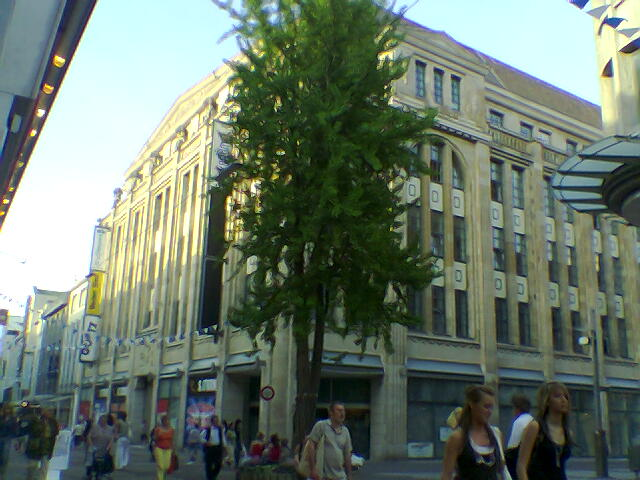
Ehemaliges Kaufhaus Alsberg in Bochum

Die Gründung der Aktiengesellschaft Gebr. Alsberg AG, Bochum, erfolgte am 31. März 1921 mit Wirkung zum 1. Januar 1921. Das Unternehmen betrieb das von 1914 bis 1921 fertiggestellte Warenhaus an der Hochstraße (heute Kortumstraße) in Bochum. Der Sitz der Gesellschaft war bis zum 27. Juli 1929 Köln, danach Bochum. Die Gesellschaft hieß so bis zum 27. Juni 1933. Im Vorstand der Bochumer Aktiengesellschaft waren Siegfried Alsberg und sein Sohn Alfred Alsberg.
Das Warenhaus wurde 1935 durch die Kaufhaus Kortum AG übernommen. Der TV-Mehrteiler Der große Bellheim (1993) wurde hier gedreht. Nach mehreren Umbauten im Inneren dient es heute als Büro- und Geschäftshaus unter dem Namen Kortumhaus.

### Dresden
Im Jahr 1907 eröffneten unter der Firma Gebrüder Alsberg Geschäfte im Haus Wilsdruffer Straße 6 und in der König-Albert-Passage. Das Kaufhaus Alsberg in Dresden an der Wilsdruffer Straße und der Schloßstraße der Gebr. Alsberg KG wurde um 1922 umgebaut und 1929–1930 erweitert. Seit September 1933 wurde es betrieben durch die Modehaus Möbius GmbH. Das Kaufhaus wurde 1945 teilzerstört, die Ruine 1955 abgerissen.

### Duisburg

Gebr. Alsberg, Duisburg, 1902

Theodor Lauter (* 27. Oktober 1862; † 21. Februar 1932) eröffnete 1893 an der Ecke Beekstraße / Universitätsstraße das Kaufhaus Gebrüder Alsberg. Neuer Mitinhaber wurde Hermann Strauß. Seine Frau Amelia Lauter wurde 1942 in das Ghetto Theresienstadt und später nach Auschwitz deportiert.
Der ehemalige Mitarbeiter Helmut Horten, damals 27 Jahre alt, konnte am 1. Mai 1938 aufgrund seiner guten Kontakte zu den Nationalsozialisten das Textilkaufhaus Alsberg von den jüdischen Eigentümern Strauß und Lauter übernehmen. Seine Witwe Heidi Horten zählte bis zu ihrem Tod 2022 zu den reichsten Deutschen und lebte bis zuletzt in Österreich.

### Gelsenkirchen und Buer

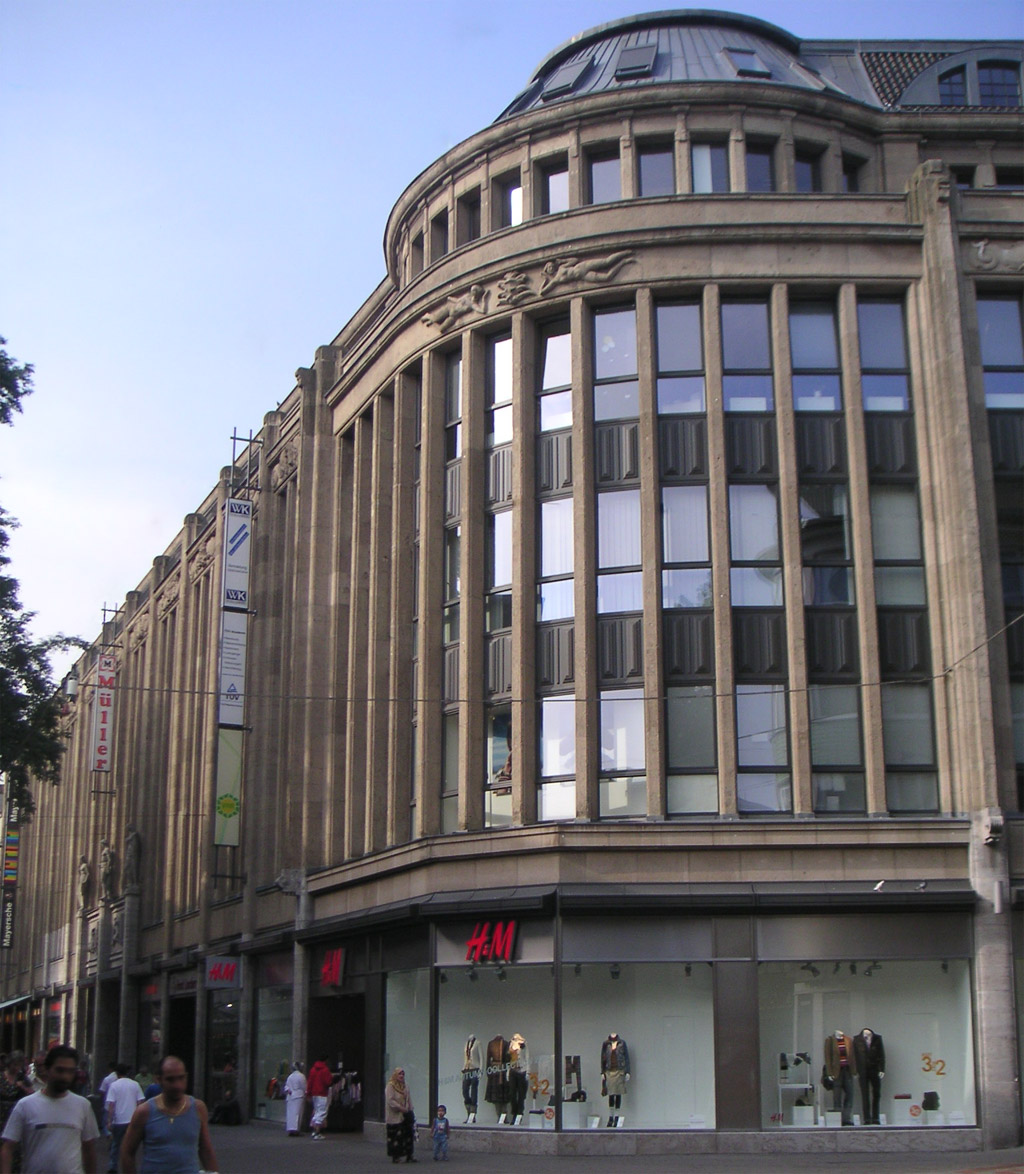
Ehemaliges Kaufhaus Alsberg in Gelsenkirchen

Das erste Gelsenkirchener Alsberg-Geschäft wurde 1908 in dem Haus Bahnhofstraße 53 eingerichtet.
Die Gebr. Fried & Alsberg oHG erbaute das 1912 eröffnete Warenhaus an der Gelsenkirchener Bahnhofstraße. Das Haus wurde 1928 umfangreich erweitert. Die Aktiengesellschaft Gebr. Alsberg Gelsenkirchen AG wurde am 19. Dezember 1923 gegründet. Bei der Gelsenkirchener Aktiengesellschaft saßen Siegfried und Alfred Alsberg im Aufsichtsrat. Nach 1933 wurde es unter dem Namen Westfalen-Kaufhaus (WeKa) zunächst durch die Rings AG betrieben. Nach vergleichbaren Umbauten wie beim Bochumer Haus ist es heute als WEKA-Karree bekannt.
In den Jahren 1927–1928 wurde als Zweiggeschäft ein Warenhaus in Gelsenkirchen-Buer, an der Kreuzung Hochstraße / Horster Straße, errichtet. Es ging an die Rings AG. Nach dem Konkurs der Rings AG 1938 ging es durch Zwangsversteigerung an den Textil-Einzelhändler Josef Weiser über.

### Neuss

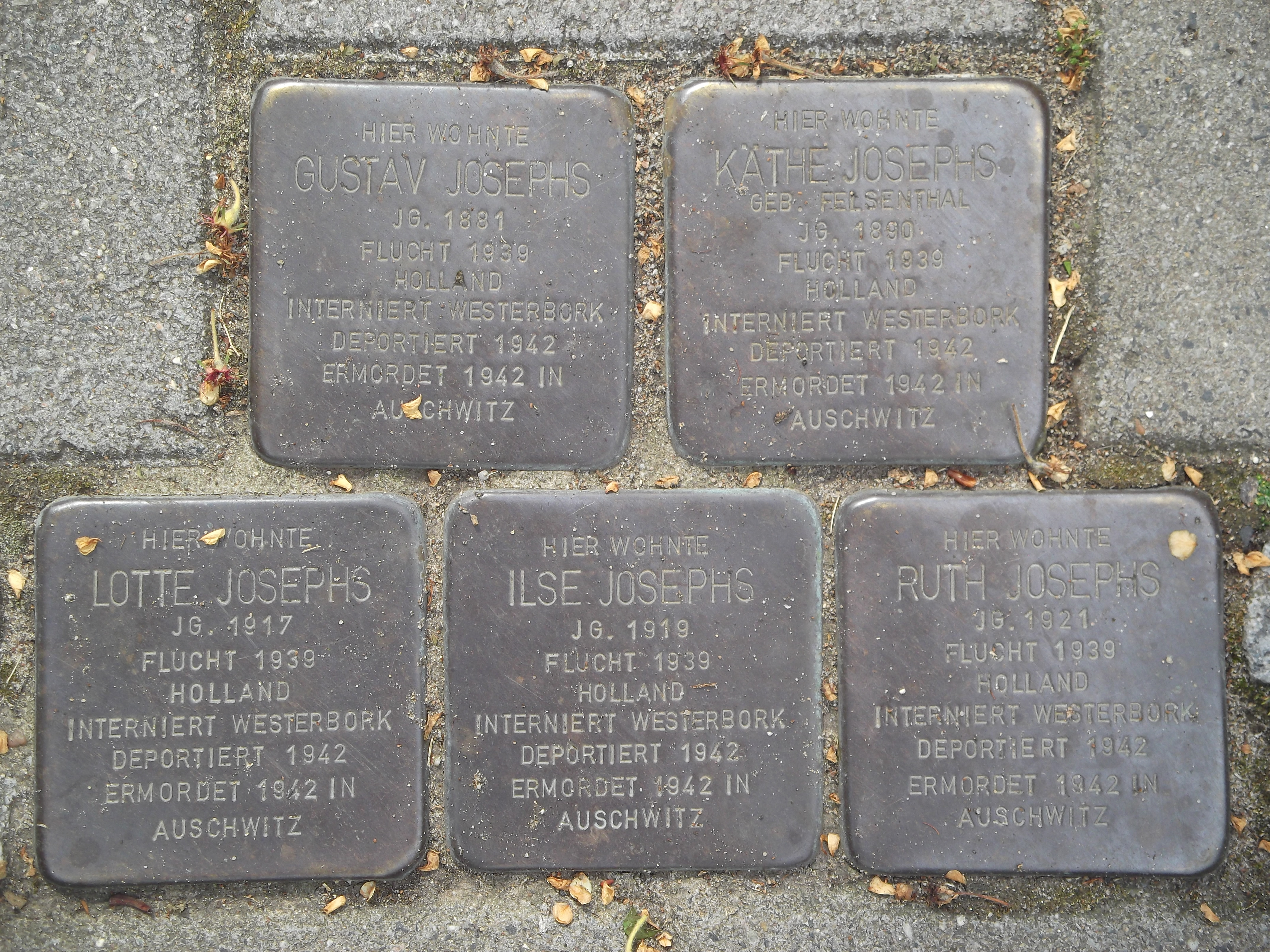
Stolpersteine für die Familie Josephs

Das Kaufhaus in Neuss wurde 1928 errichtet. In großen Zeitungsanzeigen warb man für das Geschäft und die neue Immobilie selbstbewusst mit „Das jüngste Wahrzeichen der Stadt Neuss“ und rückte das Haus neben weitere Wahrzeichen der Stadt wie das Quirinus-Münster, das Obertor, das Rathaus und das Zeughaus. Geschäftsführer des Kaufhauses war der Neusser Kaufmann Gustav Josephs (31. Januar 1881-17. September 1942), der mit Frau Käthe (6. November 1890-17. September 1942) und den drei Töchtern Lotte (11. September 1917-30. September 1942), Ilse (11. Juni 1919-30. September 1942) und Ruth (29. Juni 1921-17. September 1942) in Neuss auf der Lörickstraße wohnte. Im Zuge der Arisierung musste er das Geschäft 1938 verkaufen. Es wurde in Kaiser & Ganz umbenannt.
Die Familie Joseph wurde 1938 in der Pogromnacht überfallen und ihre Wohnung verwüstet. Die Familie wurde später im Konzentrationslager Auschwitz ermordet. Heute erinnern Stolpersteine an das Schicksal der Familie, die 2011 von Schülerinnen des Gymnasiums Marienberg in Neuss verlegt wurden; die drei Töchter hatten das Gymnasium in Neuss besucht.

### Osnabrück

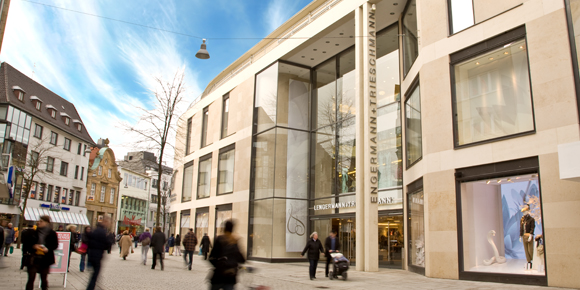
Heutiges Kaufhaus Lengermann & Trieschmann in Osnabrück

Das Kaufhaus Alsberg & Co. in der Großen Straße in Osnabrück wurde 1910 von Max Katz, Gustav Falk und Ludwig Stern gegründet. Im November 1935 wurde es im Zuge der Arisierungen zu Lengermann und Trieschmann. Zu diesem Zeitpunkt hatte es 151 Beschäftigte, darunter acht Juden.

### Recklinghausen

Gebr. Alsberg Recklinghausen, Recklinghausen, 1908

Alsberg Manufakturen - Konfektionen bestand in Recklinghausen ab 26. März 1895. Julius Isacson war Kaufmann und Inhaber der Gebr. Alsberg, Breite Straße 6–8, in Recklinghausen seit 1906. Ab dem 1. September 1927 wurde das Haus in eine Kommanditgesellschaft umgewandelt. Josef Weiser aus Gelsenkirchen-Buer übernahm das Kaufhaus am 1. November 1935.

### Witten

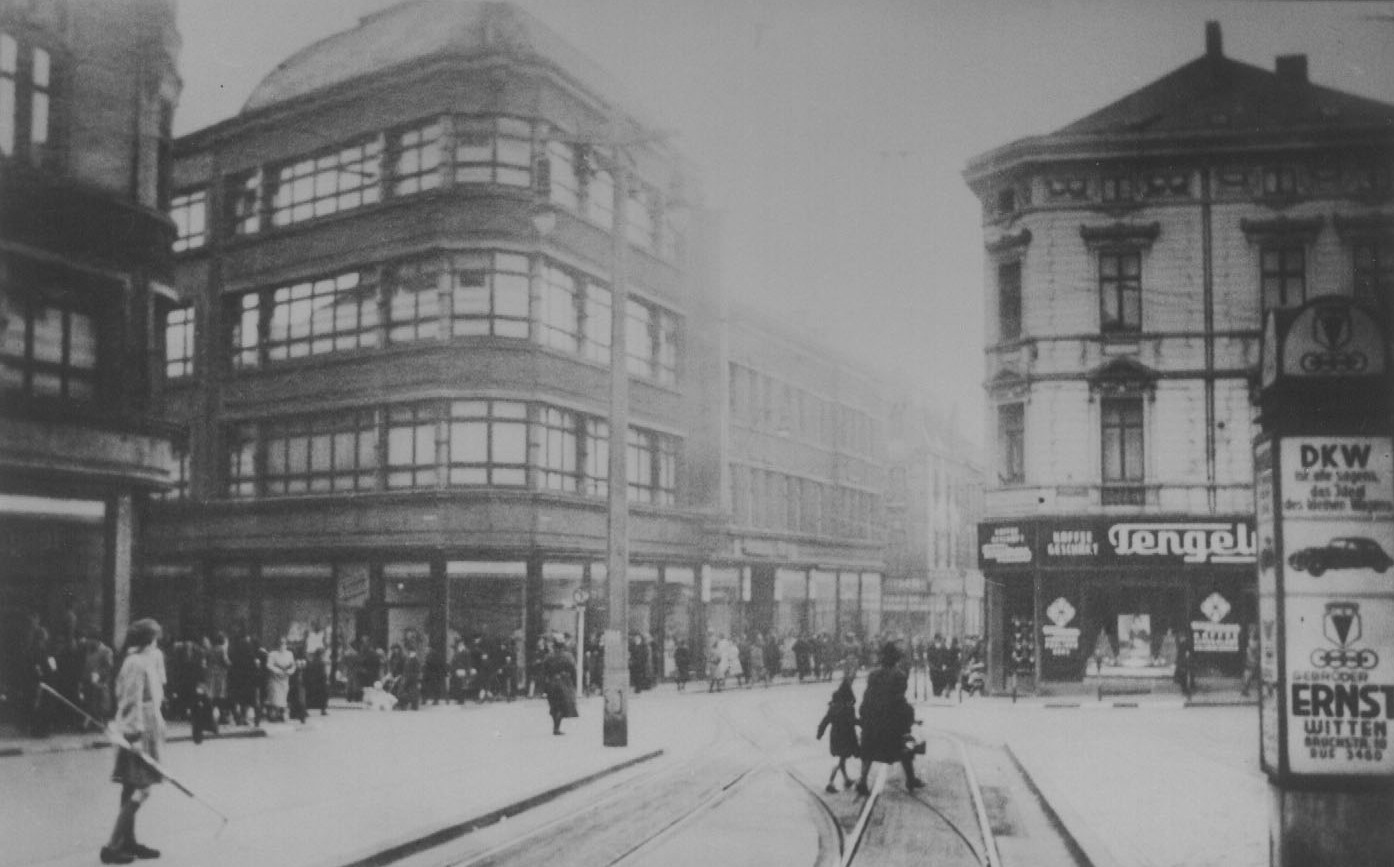
Kaufhaus Alsberg & Blank in Witten, Bahnhofstraße, 1930, links im Bild.

Das Kaufhaus Alsberg & Blank an der Ecke Bahnhofstraße / Heilenstraße als größtes Kaufhaus von Witten entstand 1928 durch geschäftliche Verbindung mit dem Kaufhaus Blank der Inhaber Max Eichengrün und Max Blank. Zum Angebot zählten Textil-, Leder- und Schuhwaren und Kleinartikel.
Im Zuge der Arisierungen in Witten ging das Haus an die Kaufleute Otto Neumann und Dr. Cropp aus Siegen über und wurde unter dem Namen Neumann & Cropp im November 1938 neu eröffnet.

### Weitere Standorte
- das ehemalige Kaufhaus Opitz in Bielefeld[24][25]
- ein Kaufhaus in Detmold, Bruchstraße[26]
- das Kaufhaus Alsberg in Hagen, Elberfelder Straße, erbaut 1910–1911 nach Entwurf des Architekten Fritz Niebel; Inhaber Wilhelm Leeser; später Kaufhaus Neugebauer[27]
- das Kaufhaus in Hamm, Bahnhofstraße 10/12[28]
- ein Kaufhaus in Hildesheim[29]
- ein Kaufhaus in Iserlohn
- ein Kaufhaus in Kassel
- das Damenmoden-Kaufhaus Geschwister Alsberg in Koblenz, am Plan, gegründet 1875[30]
- das Kaufhaus Alsberg in Lüdenscheid, Wilhelmstraße
- das Kaufhaus Alsberg in Mülheim an der Ruhr, Leineweberstraße, 1928 von Karl Pless gegründet; Neubau 1928–1929; seit 1933 Berger & Lindner
- das Kaufhaus Alsberg in Oberhausen mit zwei Obergeschossen wurde 1900 durch Brand zerstört[31]
- ein Kaufhaus in Oldenburg, Achternstraße 9 (Kaufleute Siegfried Alsberg, Otto Fried und Karl Jakob Fried 1900 als Eigentümer benannt)
- das Kaufhaus Alsberg in Remscheid, 1888 von Moritz Wisbrun gegründet; Gebäude heute durch Sinn-Leffers genutzt
- ein Kaufhaus in Solingen[32]
- ein Kaufhaus in Wanne-Eickel
- das Kaufhaus Alsberg in Wattenscheid[33]
- das Kaufhaus Gebr. Alsberg Nachfolger in (Wuppertal-)Elberfeld, Wall 36, spätestens im Jahr 1903 bereits mit Verkaufsflächen in vier Geschossen, später Kaufhaus Koch, Gebäude 2014 abgebrochen[34][35]